# مونتسنی
مونتسنی (به اسپانیایی: Montseny) یک منطقهٔ مسکونی در اسپانیا است که در والس اورینتال واقع شده‌است. مونتسنی ۲۶٫۸ کیلومتر مربع مساحت دارد ۵۲۸ متر بالاتر از سطح دریا واقع شده‌است.